# バス＝ナヴァール

ナファロア・ベヘレア

中世ナバーラ王国時代のメリンダーデスを色分けした図。紫色部分がバス＝ナヴァール

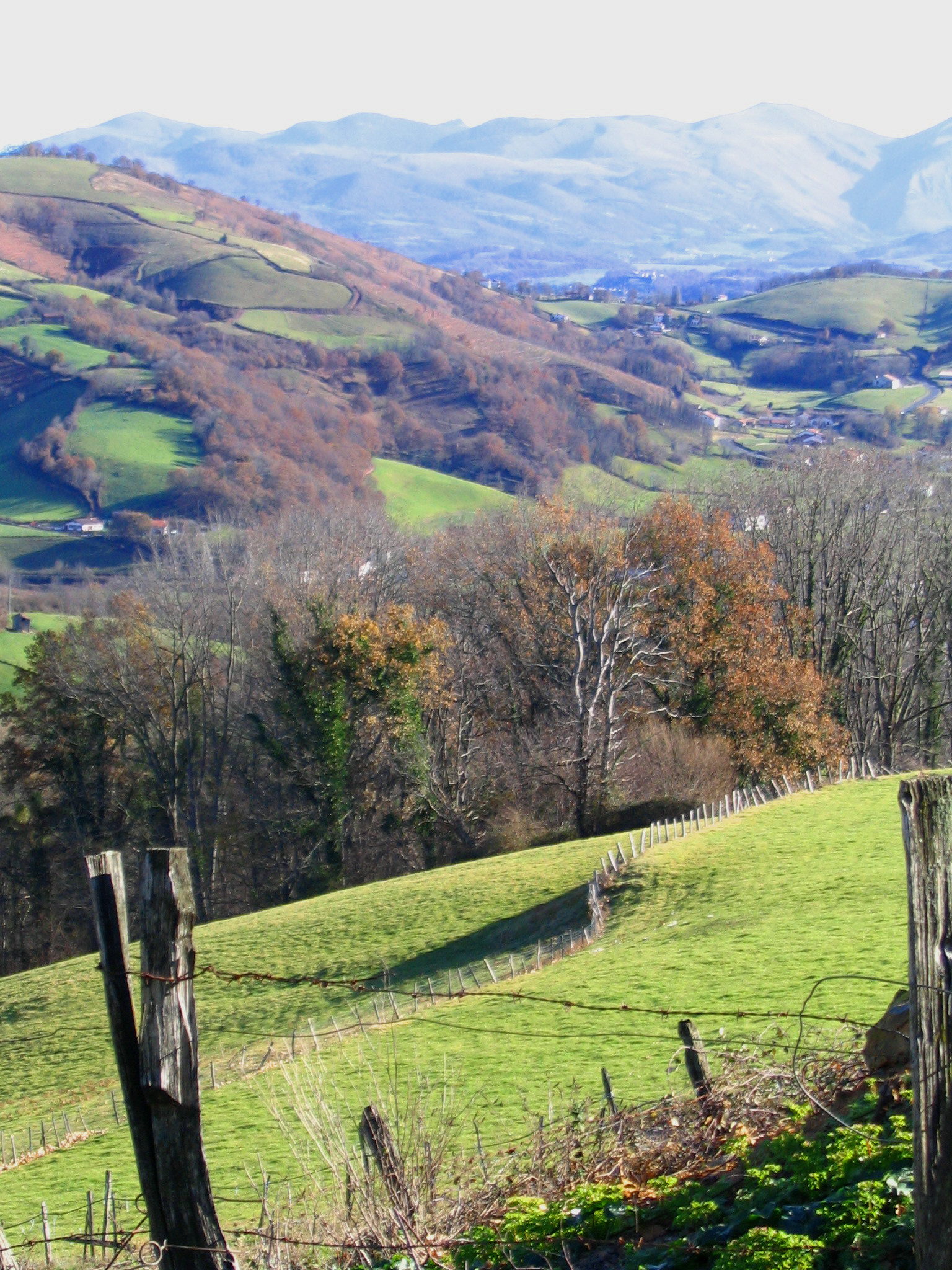
バス＝ナヴァールの風景

Nafarroa Beherea
Baxenabarre

フランス語：バス＝ナヴァール (Basse-Navarre)住民の呼称： iparraldeko nafar, baxenabartar

ナファロア・ベヘレア（バスク語: Nafarroa Beherea）、バス＝ナヴァール（フランス語: Basse-Navarre）またはバハ・ナバーラ（スペイン語: Baja Navarra）は、歴史的なバスク地方の7県の1つ。ルネサンス期までは、かつてのナバーラ王国の北端部分であった。スペイン王国がナバーラ王国の大半を占領した16世紀初頭より、事実上フランス王国の支配下に置かれた。1620年からフランス革命まで、ナバーラ王国という尊称を保ちながらも、フランス王国と統合されていた。1790年から現在まで、ピレネーザトランティック県の一部となっている。

## 名称
バス＝ナヴァール（低ナヴァール、低ナバーラ）という名称は、ナバーラ王国の他地域から切り離されフランス支配下に入った16世紀以来のものである。
バス＝ナヴァールは、ナバーラ王国南部のメリンダーデス（単数形はメリンダー。王が任命したメリノが行政や司法・経済を代行執行した管区）と区別するためスペイン語でウルトラプエルトス（ultrapuertos、山の向こう側）とも呼ばれてきた。1620年に記された歴史的文書の多くがバス＝ナヴァールをメリンダー・デ・ウルトラプエルトスとして触れているが、実際のこの地域はメリンダーとして扱われるべきでない。
バスク語でバス＝ナヴァールをナファロア・ベヘレアという。Baxe Nafarroa、Baxe Nabarraという名称も見られる。スペイン語では一般的にバハ・ナバーラと呼ばれる。一方で歴史書においてナヴァール・ラ・バジャ（Navarre la Baja）の概念も見られる。
フランス語におけるバス＝ナヴァール住民の呼称はbas-navarraisである。バスク語ではbaxenabartarとなる。スールにおいては、フランス語でもバスク語でも、バス＝ナヴァール住民はmanexと呼びならわされている。

## 地理
バス＝ナヴァールは、東をフランス領バスクのスール、南と西をナバーラ自治州、北西をフランス領バスクのラブールと接する。
バス＝ナヴァールの地形は2つに分類される。北部はミクス地方、アルブルとグラモンの旧公爵領から構成され、ラブールと同様丘陵地帯である。オスタバル地方はバスクのピレネー山脈に向き合う南の地方で、シズやアルデュード谷、オセス谷がこれに含まれる。
人口の多いコミューンは、サン＝パレ（約1900人）、サン＝ジャン＝ピエ＝ド＝ポル（約1500人）、ビダシュ（約1200人）である。

## 歴史

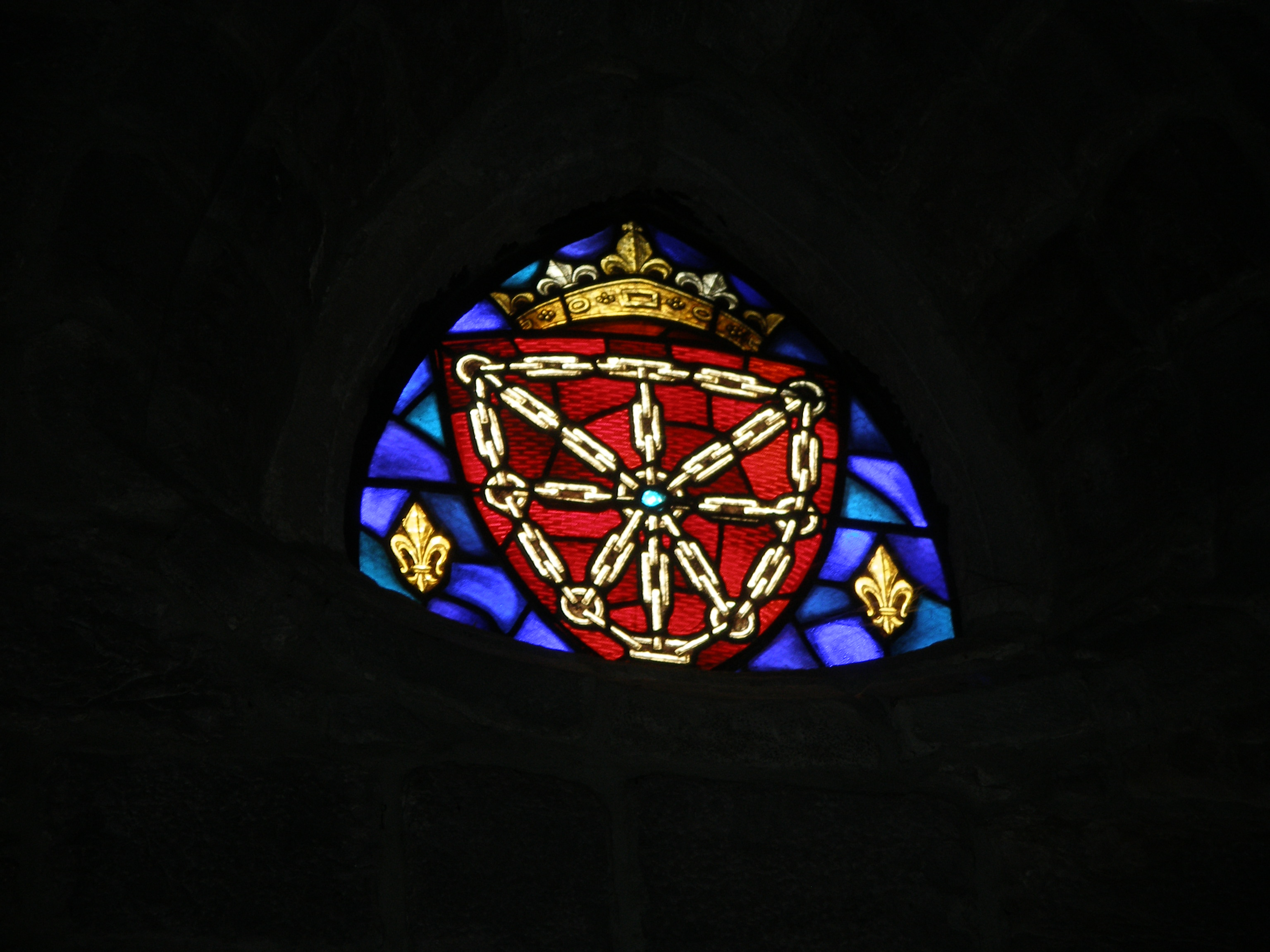
サン＝ジャン＝ピエ＝ド＝ポルの教会のステンドグラス。フランス王国を表すフルール・ド・リスを背景に、ナバーラ王国の紋章が描かれている。

バス＝ナヴァールは、ピレネー山脈南山麓に広がるナバーラ王国の北部であった。サン＝ジャン＝ピエ＝ド＝ポルの荘園はその中心地であった。1515年にアラゴン王フェルナンド2世がナバーラ王国を併合した際、唯一永久的な併合から逃れた地方であった。フェルナンド2世以後、スペイン王がナバーラ王を事実上兼ねることとなった 。スペイン王カルロス1世は旧ナバーラ王国の全土征服を目論み出兵するが、退却を余儀なくされている。
バス＝ナヴァールは、ベアルン領主でもあったアルブレ家のもとで独立王国であり続けた。スペインによるナバーラ侵攻から4世代後、ナバーラ王エンリケ3世がフランス王アンリ4世として王位についた。1620年、ルイ13世はベアルンにおいての集会でバス＝ナヴァールのフランス併合を宣言した。
1789年、バス＝ナヴァールはフランス王国の三部会に代議員を送ることを拒否した。代わりにバス＝ナヴァールは、ナバーラ王としてのルイ16世に代議員を送ったのだった。1790年まで、フランス王は自らを『フランスとナバーラの王』（roi de France et de Navarre）と称していた。一方、代々のスペイン王たちもナバーラ王の称号を継承しており、フランスとスペインの両王がどちらもナバーラ王を自称する状態が続いた。

## 言語
フランス領となってから公用語はフランス語であるが、バスク語（バス＝ナヴァール方言）は現在でもバス＝ナヴァールで広く話されている。2001年のバス＝ナヴァールおよびスールにおけるバスク語とフランス語の2言語話者は全体の61％を占めていた。
文化的アイデンティティーについて、『あなたは自身をバスク人だと思うか？』という質問をしたところ、63％のバス＝ナヴァール住民は肯定的に回答し、9％はある程度は思うと答え、別の24％は否定した。